# Ektenia
L'Ektenia (dal greco: ἐκτένεια/ekténeia) è una preghiera di richiesta nella Divina Liturgia di rito bizantino, adottata dalla Chiesa ortodossa e da quindici Chiese sui iuris nell'ambito della Chiesa cattolica. In greco a questo termine viene preferito συναπτή/synaptê, ma ektenia è il termine utilizzato preferentemente in slavo ecclesiastico (ектенїѧ/ektenija).
L'ektenia è generalmente intonata da un diacono e si svolge in forma responsoriale con il coro.  A conclusione di ogni invocazione, il diacono solleva il lembo del suo orarion per dare ai fedeli un segnale di elevare i loro cuori e le loro voci in preghiera. In assenza di un diacono, l'ektenia può essere intonata da un presbitero; tuttavia alcune ektenie, come quelle usate nel sacramento dell'ordine di un presbitero o di un vescovo sono riservate ad un presbitero. Spesso, durante l'ektenia il sacerdote recita una preghiera in silenzio mentre è in piedi dinanzi all'altare; in assenza del diacono, il coro alla fine dell'ektenia rimane in silenzio per concedere al sacerdote il tempo per recitare l'orazione. L'ultima invocazione di un'ektenia spesso consiste in una preghiera di lode indirizzata alla Madre di Dio (Theotókos). Dopo l'ultima invocazione, il sacerdote pronuncia un'ecphonesis, riassumendo le invocazioni dei fedeli, e conclude con una dossologia indirizzata alla Santissima Trinità.
In assenza del sacerdote, le ektenie non vengono recitate e un lettore le sostituisce ripetendo tre, dodici o quaranta volte le parole "Signore, abbi pietà di noi" (equivalenti al latino: Domine, miserere nobis).

## Le diverse ektenie
- Grande ektenia (in greco: συναπτή μεγάλη/synaptì megàli; in slavo ecclesiastico: ектенїѧ великаѧ/ektenija velikaja) così chiamata non solo per la lunghezza, ma per la sua importanza, vista la sua collocazione appena dopo l'inizio della Divina Liturgia, del Mattutino, dei Vespri, del Battesimo, della benedizione dell'acqua e di altri riti. Quest'ektenia è chiamata anche ektenia della pace (in greco: ἐιρηνικά/irinikà; in slavo ecclesiastico: мирнаѧ ектенїѧ/mirnaja ektenija) perché inizia con le parole: "In pace, preghiamo il Signore."
- Ektenia di supplica così chiamata perché la maggior parte delle invocazioni terminano con le parole "...chiediamo al Signore" alle quali il coro risponde, "Concedi, Signore."
- Ektenia della fervente supplica (in slavo ecclesiastico: ектенїѧ сугубаѧ/ektenija sugubaja) che si distingue per la triplice risposta del coro: "Signore, abbi pietà". Nella Divina Liturgia, quest'ektenia può essere prolungata con invocazioni speciali, secondo le necessità.
- Piccola ektenia (in greco: αἴτησις/ètisis o μικρὴ συναπτή/mikrì synaptì; in slavo ecclesiastico: ектенїѧ малаѧ/ektenija malaja) così chiamata per la sua brevità, in quanto consta di tre sole invocazioni.
- Ektenia dei catecumeni (in slavo ecclesiastico: ектенїѧ о оглашенныхъ/ekteniya o oglašennych) durante la Divina Liturgia, quest'ektenia conclude la liturgia dei catecumeni. Consiste di invocazioni per i catecumeni, perché si preparino a ricevere il Battesimo e si conclude con il congedo dei catecumeni. Nella Chiesa antica venivano anche chiuse le porte del tempio a tutti fuorché ai battezzati in stato di grazia.
- Ektenia dei fedeli: nella Divina Liturgia sono presenti due ektenie dei fedeli. La prima congeda i catecumeni e la seconda dà inizio alla liturgia dei fedeli, con la preparazione al mistero eucaristico. In assenza di un diacono generalmente la seconda ektenia è abbreviata. Si distinguono anche perché il diacono esclama "Saggezza!" prima che il presbitero pronunci l'ecphonesis.
- Ektenie speciali: sono recitate solo in occasioni speciali. Possono consistere in invocazioni aggiunte alla grande ektenia o ektenie a sé stanti (ad esempio nella messa esequiale o nel rito dell'Unzione degli infermi).

Nella Liturgia dei Presantificati alcune ektenie sono parzialmente modificate.